# Hoods (película)
Hoods es una película canadiense-estadounidense de comedia, drama y crimen de 1998, dirigida y escrita por Mark Malone, musicalizada por Anthony Marinelli, en la fotografía estuvo Tobias A. Schliessler y los protagonistas son Joe Mantegna, Kevin Pollak y Joe Pantoliano, entre otros. El filme fue producido por Keystone Pictures y se estrenó el 5 de agosto de 1998.

## Sinopsis
Un mafioso se junta con cinco posibles gánsteres para matar al hijo de un líder mafioso rival, pero se enteran de que su objetivo solo tiene nueve años.